# Expressed Sequence Tag
Expressed Sequence Tags (EST) sind kurze DNA-Sequenzen von meist 100–800 Basenpaaren Länge, die durch die teilweise Sequenzierung von cDNAs von deren 5'- oder 3'-Ende ausgehend gewonnen werden. Da cDNAs durch die reverse Transkription von mRNA erzeugt werden, stellen ESTs also einen Ausschnitt der Sequenz von Genen dar, die im betrachteten Lebewesen, Gewebe oder Zelltyp exprimiert werden, also aktiv sind. ESTs sind dabei im Vergleich zu Komplett-cDNA-Sequenzen oder Genomsequenzierungen mit relativ geringem Aufwand erzeugbar. Die gewonnenen Sequenzinformationen können anschließend in eine EST-Datenbank eingespeist werden und mittels Sequenzvergleichen und bioinformatischer Methoden als Grundlage weiterer Analysen dienen. ESTs gehen stets nur auf eine Einzelsequenzierung zurück, wobei verschiedene cDNAs sich unterschiedlich gut vervielfältigen und sequenzieren lassen. Dies und der teilweise zufällige Ansatz von EST-Gewinnungsverfahren führen dazu, dass ESTs Sequenzen relativ geringer Verlässlichkeit darstellen. Da ESTs nur die Sequenzen reifer mRNAs darstellen, sind in EST-Datenbanken darüber hinaus Introns, Promotoren und andere regulatorisch wichtige Elemente von Genen nicht vorhanden.

## Anwendungen für ESTs
- Genome Landmarks: Da ESTs meist Sequenzen repräsentieren, die in einem Genom nur einmal vorkommen, können sie als Orientierungspunkte beim Zusammenbau der im Rahmen einer Genomsequenzierung anfallenden Sequenzdaten dienen. Dies spielte z. B. bei der Entschlüsselung des menschlichen Genoms eine entscheidende Rolle.[1]
- Expressionsanalysen: Aus dem Auftreten und der Häufigkeit von ESTs lassen sich grobe Informationen zur Expression der betreffenden Gene gewinnen. Dieses Verfahren wird teilweise in Anlehnung an den Northern Blot als Virtual Northern Blot bezeichnet.[2]
- Identifikation unbekannter Gene: Durch den Vergleich von ESTs mit den Sequenzen bekannter Gene können verwandte Gene im gleichen oder in anderen Organismen identifiziert werden. Die ESTs können dann als Gensonde dienen, um die Gesamtsequenz des betreffenden Gens z. B. in einer cDNA-Bank oder mittels RACE-PCR zu gewinnen.